# Andy Hornby
Pour les articles homonymes, voir Hornby.
Andrew Hedley Hornby est un homme d'affaires anglais né le 21 janvier 1967. Il a exercé plusieurs fonctions directoriales au sein de Halifax - Bank of Scotland (HBOS), Alliance Boots ou Pharmacy2U.

## Biographie

### Enfance
Andrew Hornby est né le 21 janvier 1967 à Scarborough dans le Yorkshire (nord). Cadet d'une fratrie de 5 enfants, il grandit à Bristol où son père est responsable des enseignements à l'école préparatoire pour le collège Clifton,.

### Études et débuts professionnels
Il poursuit sa scolarité à l'université d'Oxford au collège Saint Peter où il étudie l'anglais. Après trois années passées à travailler pour le cabinet Boston Consulting Group, il suit et obtient un MBA à la Harvard Business School.

### Carrière professionnelle
Apprécié par Archie Norman, il occupe plusieurs postes chez Asda.
En 1999, il rejoint alors la division vente d'Halifax qui deviendra deux plus tard Halifax - Bank of Scotland (HBOS). En 2003, il est approché par la direction d'Alliance Boots. Il refuse toutefois ces avances et continue de travailler pour HBOS. Au début de l'année 2009, en pleine crise financière, Lloyds banking group rachète HBOS afin d'éviter la faillite du groupe,,,.
En juillet 2009, Andrew Hornby est nommé directeur général d'Alliance Boots,. Il se retire de ce poste en 2011 afin de faire une pause dans sa carrière.
En 2012, il rejoint le groupe pharmaceutique Pharmacy2U en tant que membres de la direction.
Il quitte le secteur privé en 2015 et intègre Coral. Il poursuit sa carrière au sein de la nouvelle structure issue de la fusion entre Ladbrokes et Coral.
À l'hiver 2017, il rejoint le groupe GVC en tant que responsable exécutif.

## Affaire HBOS
En 2013, une commission d'enquête parlementaire a jugé Andy Hornby responsable d'erreurs ayant amené la banque HBOS à la faillite.